# Acalolepta niasica
Acalolepta niasica là một loài bọ cánh cứng trong họ Cerambycidae.